# 无支祁

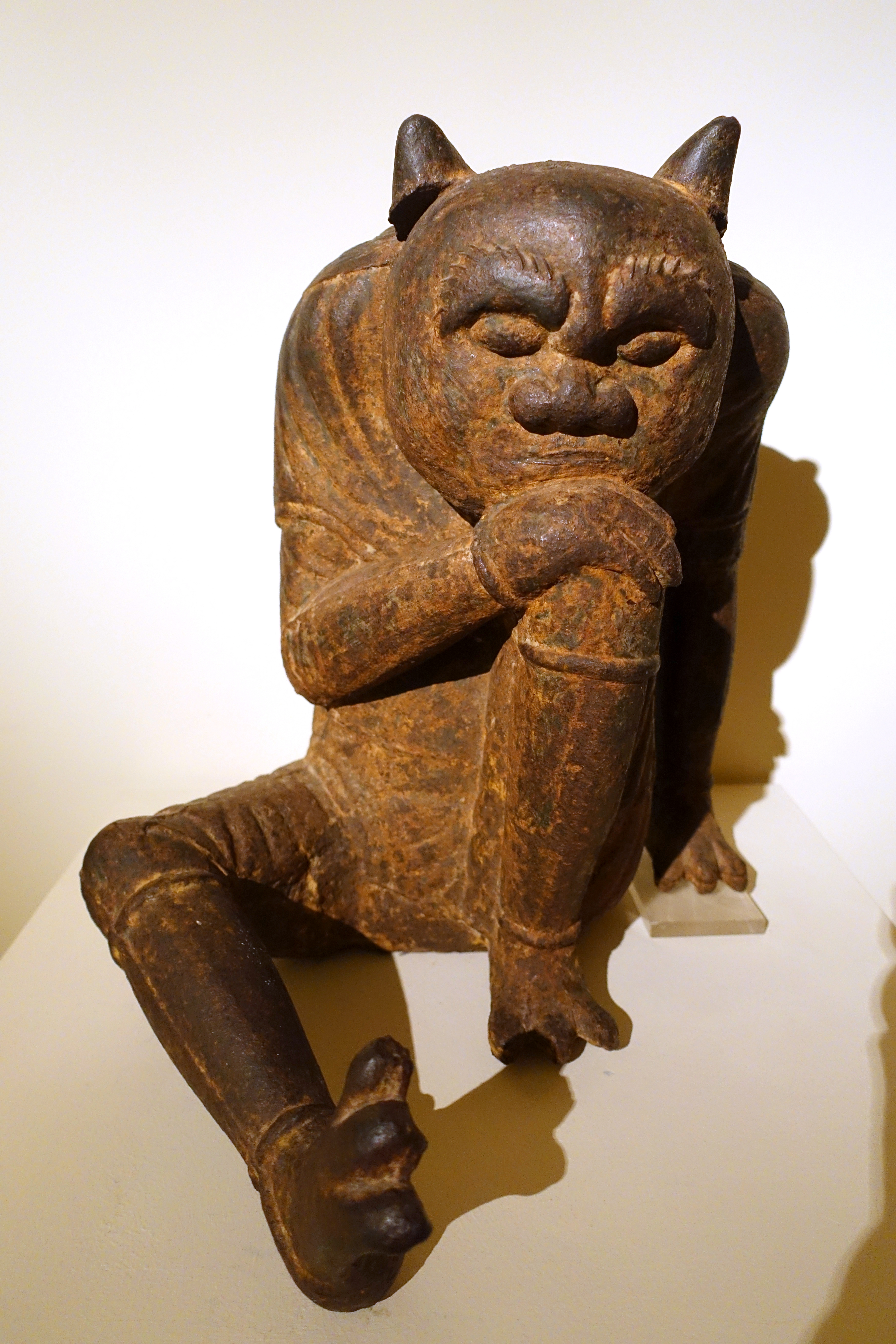
柏林民族博物馆展出的无支祁雕像

无支祁，又作无支奇、无支祈、巫支祁、巫支祈、毋支祈等，是中国民间传说中的淮涡水神。

## 传说
无支祁的完整故事最早见于唐代李公佐创作的传奇《李汤》。其中引《古岳渎经》的记载，描述无支祁“形若猿猴，缩鼻高额，青躯白首，金目雪牙，颈伸百尺，力逾九象，搏击腾踔疾奔，轻利倏忽，闻视不可久”。传说中，大禹治水曾三赴桐柏山，遇到了常在淮水兴风作浪、危害四方的无支祁。在一番恶战之后，无支祁被应龙降服，最终被禹用铁索捆缚镇于龟山脚下。这即是“禹王锁无支祁”的故事。与李公佐同时代的李肇也在《唐国史补》中记录了该传说，并引《山海经》云“水兽好为害，禹锁于军山之下，其名曰无支祁”。
《山海经广注》引《岳渎经》记载：“禹理淮水，三至桐柏水，功不能兴。禹怒，召百灵，应龙搜逐之，乃获淮涡水神，名无支祈，形若猿猴。”有学者考证《岳渎经》为杜㯢，推测无支祁的故事或与流传于太湖一带的禹镇“夏妖”传说有关，而至今太湖西山仍存有“镇夏”的地名。
唐代以降，北宋时的《太平广记》、《太平寰宇记》等皆收入了《李汤》一文，苏轼也曾据此作过《濠州七绝·涂山》一诗：
|  | 川锁支祁水尚浑，地埋汪罔骨应存。樵苏已入黄熊庙，乌鹊犹朝禹会村。 |

之后该传说历经流变，南宋起出现了佛教版本的“僧伽降无支祁”、“僧伽降水母”，无支祁也逐渐演变成了水母娘娘。此后水母传说与禹锁无支祁的传说一同流传不绝，并相互混淆。同时，水母故事也被改编为许多相关的戏剧作品，如元代高文秀的《泗州大圣降水母》与明初须子寿的《泗州大圣渰水母》等。后来的京剧剧目《泗州城》（一名《虹桥赠珠》）亦是源于此题材，该传说也由降服妖怪变成了一齣爱情故事。自南宋黄河夺淮后淮泗流域水患頻繁，直至清康熙年间整个泗州城淹没于洪泽湖底，也使得此间水母与无支祁传说盛行，并有各种版本流传于世。

## 与孙悟空的关系
1920年代，鲁迅最先在《中国小说史略》与《中国小说的历史的变迁》中提出孙悟空的形象受无支祁的影响，认为其“神变奋迅之状”移于无支祁，并引元末杨景贤（鲁迅误作吴昌龄）杂剧《西游记》中的“无支祁是他姊妹”来佐证无支祁与孙行者形象的联系。不过，同一时期胡适则猜测孙悟空是舶来品，其原型可能为印度史诗《罗摩衍那》中的神猴哈奴曼，这一说法也获得了陈寅恪、郑振铎、季羡林等人的认同，并引发了大量学术讨论。1980年代起一些学者则提出孙悟空是一个“兼收并蓄”的综合形象，受到了无支祁、哈奴曼以及其他猿猴故事的共同影响。